# (3810) Aoraki
(3810) Aoraki es un asteroide perteneciente al cinturón de asteroides, descubierto el 20 de febrero de 1985 por Alan C. Gilmore y la también astrónoma Pamela M. Kilmartin desde el Observatorio Universitario del Monte John, Isla Sur, Nueva Zelanda.

## Designación y nombre
Designado provisionalmente como 1985 DX. Fue nombrado Aoraki en homenaje al monte Cook (Aoraki en maorí), la montaña más alta de Nueva Zelanda.